# Фок (округ, Південна Дакота)
Шаблон:StateAbbr_ 45°04′ пн. ш. 99°09′ зх. д. / 45.07° пн. ш. 99.15° зх. д.
Округ  Фок (англ. Faulk County) — округ (графство) у штаті  Південна Дакота, США. Ідентифікатор округу 46049.

## Історія
Округ утворений 1873 року.

## Демографія
За даними перепису 
2000 року 
загальне населення округу становило 2640 осіб, усе сільське.
Серед мешканців округу чоловіків було 1319, а жінок — 1321. В окрузі було 1014 домогосподарства, 709 родин, які мешкали в 1235 будинках.
Середній розмір родини становив 3,18.
Віковий розподіл населення поданий у таблиці:
| Стать    | До 15 років | 15-21 | 22-29 | 30-39 | 40-49 | 50-65 | 65-85 | Понад 85 |
| -------- | ----------- | ----- | ----- | ----- | ----- | ----- | ----- | -------- |
| Чоловіки | 280         | 142   | 69    | 163   | 194   | 210   | 239   | 22       |
| Жінки    | 267         | 114   | 71    | 159   | 174   | 193   | 282   | 61       |

## Суміжні округи
- Едмундс — північ
- Браун — північний схід
- Спінк — схід
- Генд — південь
- Гайд — південний захід
- Поттер — захід

## Виноски
1. ↑  US Decennial Census. US Census Bureau. Архів оригіналу за 26 квітня 2015. Процитовано 24 березня 2015.
2. ↑  Historical Census Browser. University of Virginia Library. Архів оригіналу за 11 серпня 2012. Процитовано 24 березня 2015.
3. ↑  Forstall, Richard L., ред. (27 березня 1995). Population of Counties by Decennial Census: 1900 to 1990. US Census Bureau. Процитовано 24 березня 2015.
4. ↑  Census 2000 PHC-T-4. Ranking Tables for Counties: 1990 and 2000 (PDF). US Census Bureau. 2 квітня 2001. Процитовано 24 березня 2015.
5. ↑  State & County QuickFacts. Бюро перепису населення США. Архів оригіналу за 7 червня 2011. Процитовано 25 листопада 2013. [Архівовано 2011-06-07 у Wayback Machine.](англ.) Наведено за англійською вікіпедією.
6. ↑  American FactFinder. Бюро перепису населення США. Архів оригіналу за 26 лютого 2012. Процитовано 31 січня 2008. [Архівовано 2008-05-21 у Wayback Machine.]

| США | Це незавершена стаття з географії США. Ви можете допомогти проєкту, виправивши або дописавши її. |